# Radko Martínek
Radko Martínek (* 6. června 1956 Brno) je český sociálně demokratický politik, v letech 2012 až 2018 senátor za obvod č. 50 – Svitavy. Dříve byl poslancem Poslanecké sněmovny, hejtmanem Pardubického kraje a ministrem pro místní rozvoj ČR.

## Biografie

### Rodina, vzdělání a profesionální kariéra
Absolvoval gymnázium v Jevíčku a vystudoval obor dějepis a občanská nauka na Filosofické fakultě Univerzity Palackého v Olomouci. Během studií vstoupil do Komunistické strany Československa. V letech 1980 až 1994 pracoval jako středoškolský profesor na Středním odborném učilišti a později na gymnáziu v Moravské Třebové.
Od roku 1979 je ženatý. S manželkou Janou má dcery Radku a Hanu.
Na začátku ledna 2010 si při lyžování vážně poranil ledvinu a několik týdnů ležel v nemocnici. Ledvina mu byla dne 12. března 2011 transplantována v královéhradecké fakultní nemocnici.

### Politická kariéra
V letech 1979 až 1990 byl členem KSČ, od roku 1996 člen ČSSD.
V komunálních volbách roku 1994, komunálních volbách roku 1998, komunálních volbách roku 2002 a komunálních volbách roku 2006 byl zvolen do zastupitelstva města Moravská Třebová, v roce 1994 jako bezpartijní na kandidátce ČSSD, v následných volbách již jako člen ČSSD. V letech 1994 až 1998 byl starostou Moravské Třebové.
Ve volbách v roce 1998 byl zvolen do poslanecké sněmovny za ČSSD (volební obvod Východočeský kraj). Byl členem sněmovního výboru pro veřejnou správu, regionální rozvoj a životní prostředí a v letech 2000-2002 působil i jako místopředseda poslaneckého klubu ČSSD. Mandát poslance obhájil ve volbách v roce 2002. V letech 2002-2005 následně působil coby předseda výboru pro veřejnou správu, regionální rozvoj a životní prostředí. V témže období byl rovněž členem organizačního výboru a v letech 2002-2003 místopředsedou poslaneckého klubu ČSSD. Tehdy také vyvrcholila jeho kariéra ve vládní funkci. Ve vládě Jiřího Paroubka působil totiž od dubna 2005 do srpna 2006 ve funkci ministra pro místní rozvoj. Po prohře ČSSD ve volbách v roce 2006 a přechodu strany do opozice byl členem stínové vlády sociální demokracie, kde zastával funkci stínového ministra pro místní rozvoj.
Mezitím byl opětovně zvolen do sněmovny ve volbách v roce 2006 (v letech 2002 i 2006 vedl kandidátní listinu ČSSD v Pardubickém kraji do sněmovních voleb). Byl místopředsedou výboru pro veřejnou správu a regionální rozvoj. Na poslanecký mandát rezignoval v březnu 2009. Důvodem rezignace byl jeho nástup na vysoký post v krajské samosprávě. V roce 2008 totiž vedl kandidátku ČSSD do krajských voleb, ve kterých sociální demokracie získala 35,73 % hlasů a se ziskem 19 mandátů v těchto volbách v Pardubickém kraji zvítězila. Na ustavujícím zasedání krajského zastupitelstva v listopadu 2008 byl zvolen v pořadí čtvrtým hejtmanem Pardubického kraje. V roce 2012 hejtmanský úřad neobhajoval.
Počátkem roku 2012 přinesla média zprávu, že podle nahrávky výroků místopředsedy krajské organizace ČSSD v Pardubickém kraji Miroslava Petržílka údajně Martínek nabízel za volitelné místo na kandidátce ČSSD pro svého favorita získání evropské dotace. Jednalo se o subvenci 53 milionů Kč na autobusové nádraží Lázně Bohdaneč. Martínek podezření z manipulace s dotacemi odmítl.
V senátních volbách roku 2012 byl zvolen senátorem za senátní obvod č. 50 – Svitavy.
Od března 2014 působil v týmu poradců premiéra Bohuslava Sobotky jako poradce pro oblast životního prostředí, energetiky, místního rozvoje a zemědělství. V komunálních volbách roku 2014 byl po několikaleté pauze opět zvolen zastupitelem města Moravská Třebová, na kandidátce ČSSD byl původně na 5. místě, vlivem preferenčních hlasů však skončil první. Na začátku listopadu 2014 se pak navíc stal radním města.
Ve volbách do Senátu PČR v roce 2018 již svůj mandát senátora neobhajoval. V krajských volbách v roce 2020 byl zvolen jako člen ČSSD za subjekt „3PK - Pro prosperující Pardubický kraj“ (tj. ČSSD a hnutí SproK) zastupitelem Pardubického kraje. Původně figuroval na 14. místě kandidátky, ale vlivem preferenčních hlasů skončil nakonec třetí.
V krajských volbách v září 2024 obhajoval z pozice člena SOCDEM mandát zastupitele Pardubického kraje na předposledním místě kandidátky subjektu „3PK – Pro prosperující Pardubický kraj“ (tj. SOCDEM, hnutí SproK a hnutí VČ). Do krajského zastupitelstva se však tentokrát nedostal.